# Willy Simon
Willy Simon (um 1870–nach 1938) war ein deutscher Musikverleger und -unternehmer in Berlin.

## Leben und Wirken
Willy Simon war ein Sohn des Musikverlegers Carl Simon (um 1840–1918), der den gleichnamigen Verlag in Berlin führte. Seine Schwester Hedwig Wangel (1875–1961) wurde  eine bekannte Schauspielerin.
Willy Simon interessierte sich während seinen Geschäftsreisen besonders für Kunstharmoniums. So knüpfte er Kontakte zu den damals führenden Firmen Mustel in Paris und Bernard Florence in Namur in Belgien und erwarb deren Alleinvertretungsrechte in Deutschen Reich. Seit etwa 1905 führte er einen Harmoniumverkauf im Geschäft des Vaters in der Markgrafenstraße 101.
1909 kaufte Willy Simon das Grundstück Steglitzer Straße 35 (jetzt Pohlstraße 70 oder 72) in Berlin-Tiergarten und ließ es aufwändig umbauen. 1911 eröffnete er dort ein Harmoniumhaus mit Verkauf und einem Harmoniumsaal mit 190 Plätzen. Auch der Musikverlag des Vaters wurde dort untergebracht. Willy Simon gewann danach den Instrumentenbauer Johannes Titz in Löwenberg in Schlesien dafür, die Harmoniums der weltweit führenden Unternehmens Mustel aus Paris nachzubauen. Er wurde dessen wichtigster Vertreter in Deutschland.
Um 1918 übernahm Willy Simon auch den Musikverlag nach dem Tod des Vaters.
1928 verkaufte er die Unternehmen
an die Gesellschafter des Musikverlages Breitkopf & Härtel in Leipzig.
1937 lebte Willy Simon in Fürstenberg an der Havel in der Steinförder Straße. Zu dieser Zeit war er NSDAP-Mitglied und bot nach der Lektüre eine Zeitungsartikels des Völkischen Beobachters sein wertvolles Titz-Kunstharmonium dem Musikinstrumenten-Museum in Berlin an.
Danach sind keine Nachrichten über ihn mehr bekannt.
Willy Simon war mit Paula, geborene Herlitz, verheiratet. Diese war eine Harmonium-Virtuosin und spielte häufig im Harmoniumsaal des Unternehmens. Sie hatten wahrscheinlich Kinder, die später in die USA emigrierten.